# Brancaleoni di Piobbico
I Brancaleoni di Piobbico furono un'antica famiglia marchigiana che governò per seicento anni l'omonima contea, presso il ducato di Urbino.

## Origini e ascesa della famiglia

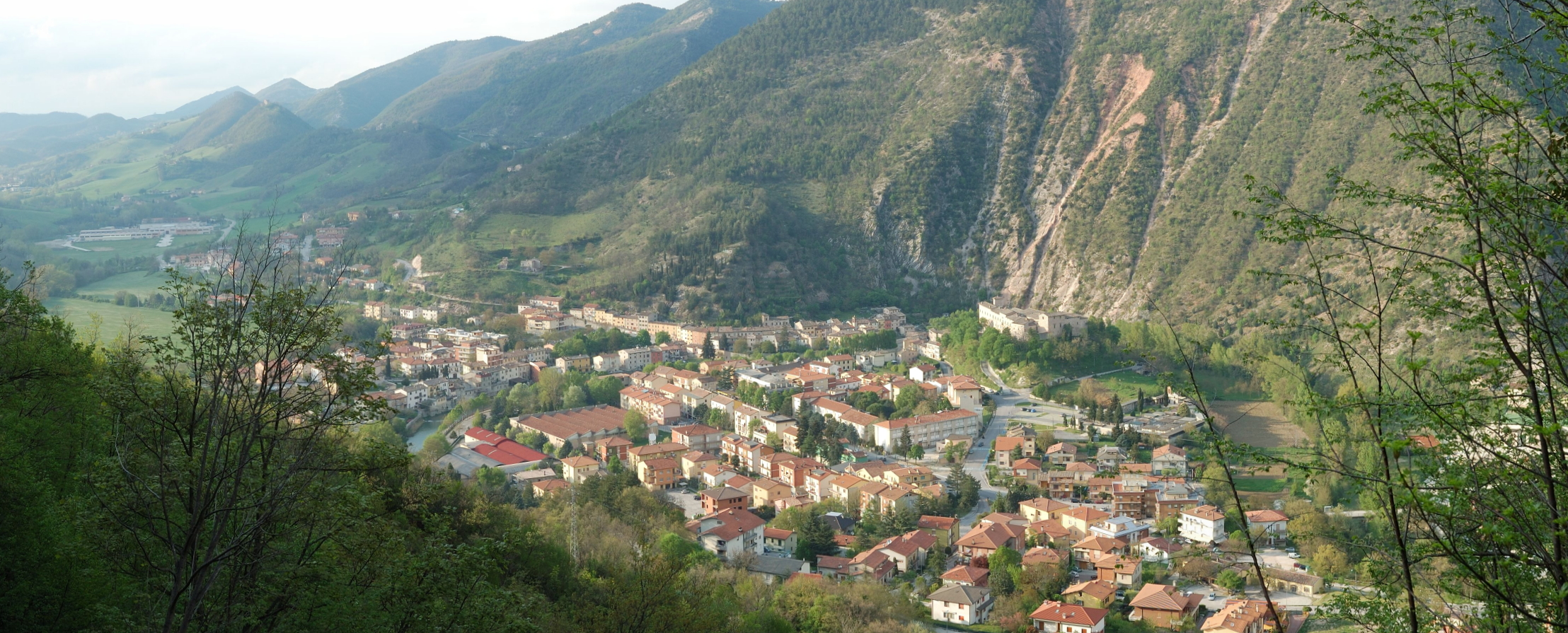
Veduta di Piobbico con il castello Brancaleoni sulla destra

Il periodo in cui i primi Brancaleoni (Brancaleone senior) si stabilirono nelle terre di Piobbico risale a prima del Mille e sono incerte le loro effettive origini. Lo storico Antonio Tarducci sostenne che detta progenie fosse di ascendenza germanica (giunta in Italia al seguito di un imperatore) o italiana: certamente si insediò nella zona dell'Appennino centrale dopo averla conquistata, amministrandola poi con uno statuto tra i più antichi d'Europa. Oggi prevale però la convinzione dell'origine italiana: un ramo dei Frangipani di Roma avrebbe stabilito i propri interessi a Piobbico dando vita a non poche diramazioni: le due casate principali, Mercatello, Castel Pecorari, Rocca Leonella e Casteldurante. L'esponente più noto della stirpe fu il cardinale Latino Frangipani Brancaleoni (+1294).
Il primo Brancaleoni governò con il rango di conte senza aver avuto l'investitura da alcuno, titolare dunque di un feudo allodiale (cioè in assoluta proprietà): soltanto dal 1576, con Antonio II, al 1631 fu richiesto un giuramento di fedeltà ai duchi di Urbino e poi alla Chiesa.
Il territorio fu più volte diviso: nel 1213 Alberigo e Gentile spartirono il patrimonio dando luogo ai Brancaleoni di Casteldurante e ai due rami di Piobbico. Nel 1274 Montefeltrano e Filippo, figli di Gentile, ebbero Piobbico e Castel Pecorari, mentre Bellabranca dominò su Rocca Leonella. Gli eredi di quest'ultimo si estinsero con Filomena (1624-1696), che sposò Ottavio Luzi di Cagli, e con Bernardo Brancaleoni del "primo ramo", fratello minore di Antonio III e di Giambattista: la discendenza in linea femminile fiorisce tuttora poiché, alla morte della contessa, le subentrarono i Luzi, poi un parente di questi, Mattia Luperti, la cui sorella sposò un Rigi, da cui i Rigi-Luperti.
Nel 1318 Pazzo e Federico, eredi di Montefeltrano, amministrarono Piobbico, mentre Castel Pecorari andò a Filippo e Nello. Da Pazzo discese il "primo ramo" di Piobbico, da Federico il "secondo", estintosi nel 1615 con Tomasso II (la loro quota fu sequestrata dal duca di Urbino). La linea maschile di Pazzo si spense nel 1729, ma continuarono i successori in via femminile con gli eredi della contessa Anna Giulia fino al 1816.
Il "secondo ramo", dopo molte divisioni, controllava ormai un mediocre dominio e il "primo ramo" prevalse nettamente su di esso, soprattutto a partire dal conte Roberto. Il menzionato Tomasso II (1600-1616) fu fatto decapitare dal duca di Urbino Francesco Maria II dopo essere stato prigioniero nella rocca di San Leo, perché forse complice, con il fratello Francesco, dell'omicidio del conte Torquato. Giordano del "primo ramo" gli sopravvisse di dieci anni.

Roberto nel suo testamento (1538) decise, infatti, il "diritto di primogenitura" nella sua parte di territorio. Dopo la spartizione del 1318 Pazzo e Federico furono indifferentemente conti di Piobbico: i due rami della famiglia risiedevano nello stesso castello e, fino all'istituzione della primogenitura, disponevano di una separata amministrazione e, se fosse deceduto uno di loro, tutti i figli avrebbero avuto diritto a una quota.

Piobbico: il castello Brancaleoni in un'immagine degli anni cinquanta

## Gli ultimi Brancaleoni ed estinzione della contea

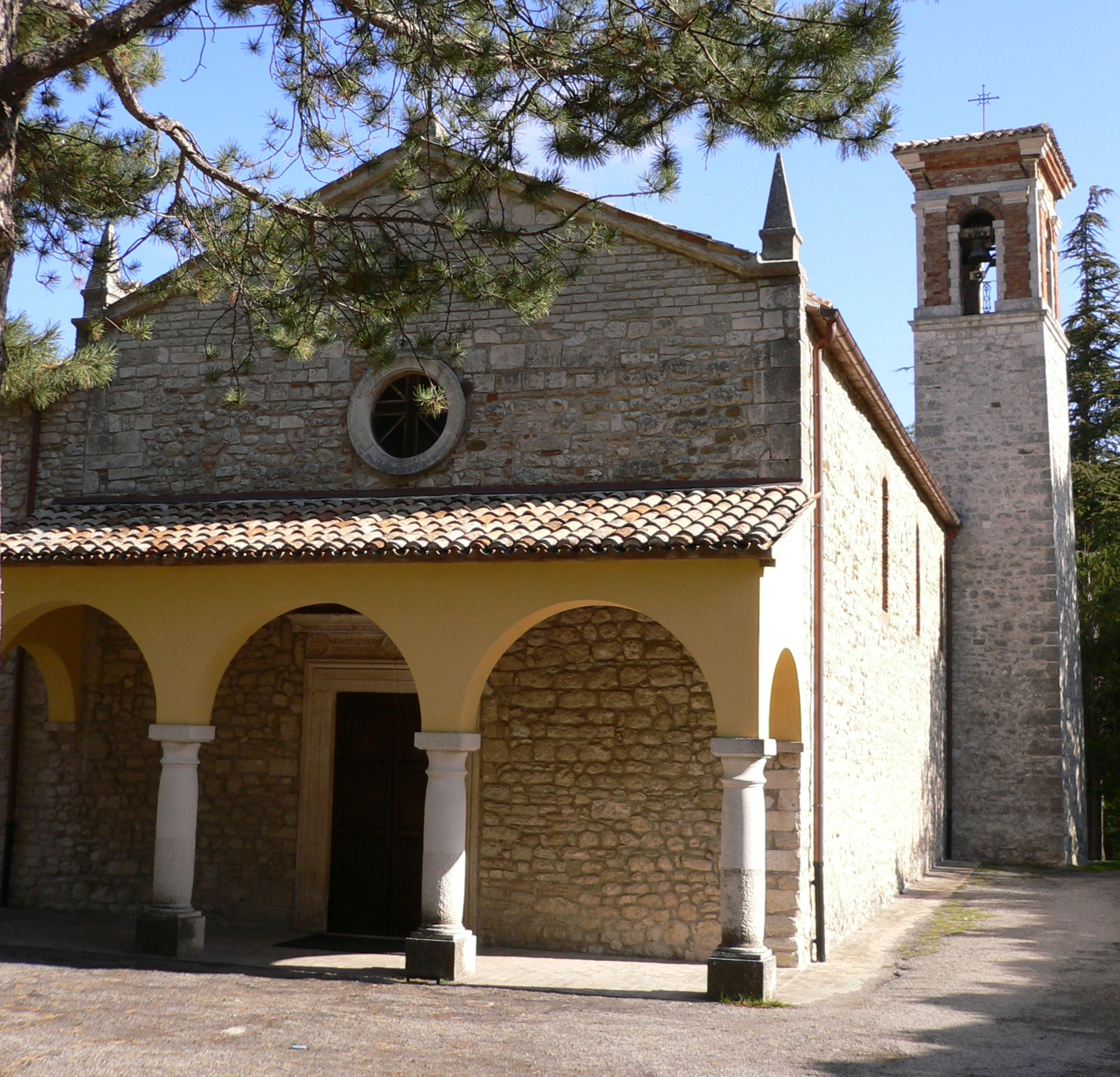
S. Maria in Val d'Abisso: luogo di sepoltura
dei Brancaleoni.

Lo stemma dei Brancaleoni è caratterizzato dal leone aureo rampante con sopra la croce di Malta, aggiunta dal conte Pazzo: nel castello di Piobbico si ammira specialmente quello dipinto sulla volta della "sala del leon d'oro". I Brancaleoni scelsero come luogo di sepoltura, in Piobbico, le chiese di Santa Maria di Moribondo (sconsacrata e ridotta a rudere) e Santa Maria in Val d'Abisso.
Pietro Maria fu l'ultimo rappresentante maschile della linea di Pazzo: dalla moglie Flaminia Lucrezia ebbe un'unica figlia, Anna Giulia, e morì nel 1729. Per tre anni il feudo fu incamerato dallo Stato della Chiesa che non riconosceva i diritti di successione femminile, come già era capitato per i ducati di Urbino e Camerino.
Anna Giulia sposò Ulderico Bonaventura e riuscì il 9 luglio 1732 a farsi reintegrare nella contea: Clemente XII definì il feudo piobbichese "improprio e allodiale", trasmissibile anche alle donne ma sotto "il supremo dominio" del papa. La contessa fu donna pia, saggia e caritatevole, assai amata dai sudditi: ebbe tre figlie, Camilla, Maria Cristina e Maddalena. Nel 1749 istituì la primogenitura a favore del nipote Ulderico, primogenito di Maddalena e di Alessandro Matterozzi, con l'obbligo di aggiungere al suo cognome quello dei Brancaleoni Bonaventura.
L'ultimo conte sovrano di Piobbico fu il pronipote Vito, fino al 7 aprile 1808, giorno in cui Napoleone I emanò il decreto di abolizione del feudalesimo. La madre Cristina Leopardi e il fratello minore Apollinare morirono nel 1827: quest'ultimo fu reggente per il germano Alessandro (disperso in Russia nel 1812), poi ancora dal 4 novembre 1814 al 6 luglio 1816, quando Pio VII stabilì la fine dell'epoca feudale.

Scomparso il reggente Apollinare ed estinta la contea, il patrimonio immobiliare dei Brancaleoni fu ereditato da un altro suo fratello, Pietro Maria. Costui risiedeva a Cagli (dove ancora si ammira il palazzo Brancaleoni), sposò Maria Anna Sartori e morì nel 1831. Tra i suoi figli, Giuseppe, ultimo del "primo ramo", fu padre di Anna, proprietaria di ciò che rimaneva dei beni dei conti.

## Il castello Brancaleoni a Piobbico

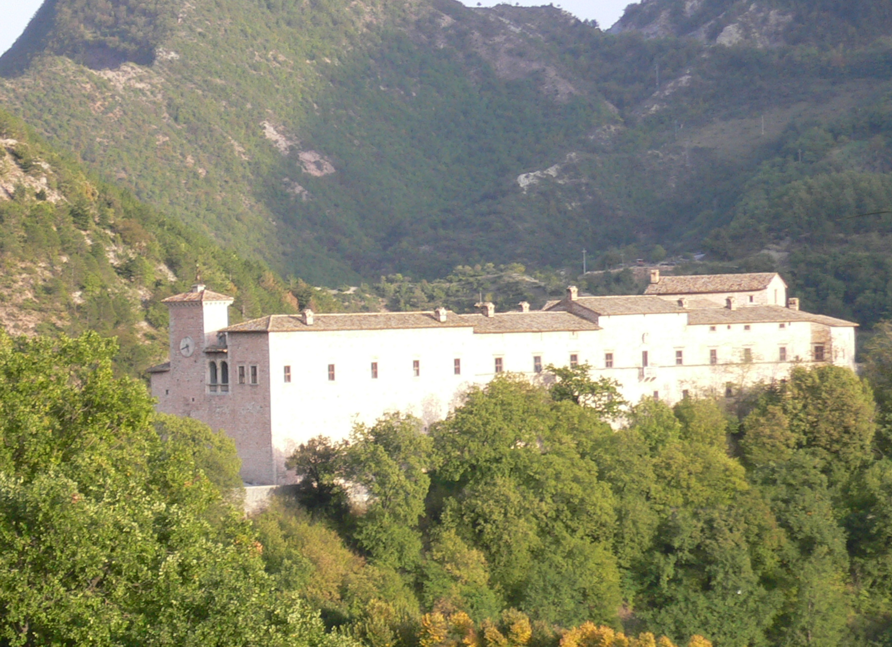
Castello dei Brancaleoni

Il castello, nell'XI secolo, era ancora un edificio fortificato. Fu ingrandito e trasformato in dimora gentilizia dai conti Guido e Roberto, ma soprattutto nel Cinquecento furono avviati importanti lavori cui parteciparono Federico Brandani, gli Zuccari, l'Episcopio. Assai interessante è la cappella di san Carlo.
Le sale del piano nobile furono decorate con stucchi dorati ed affreschi aventi per tema episodi mitologici e l'esaltazione dei
Brancaleoni (assai espressivo il gruppo di famiglia con Antonio II, la moglie Laura Cappello e i loro nove figli).
La contea di Piobbico aveva una superficie di circa 50 chilometri quadrati e poche centinaia di abitanti. Confinava con le contee di Apecchio (sotto gli Ubaldini, acerrimi nemici dei Brancaleoni), di Casteldurante, di Mercatello, di Cagli, nell'ambito del ducato di Urbino, poi dello Stato Pontificio.
Al centro della contea era situata Piobbico con il maestoso palazzo, sotto il monte Nerone, ad est Rocca Leonella, a nord Villa con il monte Lego e il confine con Castel Pecorari, ad ovest il monte Gerino.

Fu uno dei feudi che ebbero vita più lunga e la sua estinzione si verificò molti anni dopo quella del ducato dei Della Rovere, di cui era vassallo.

## Conti di Piobbico ("primo ramo")[12]
| N° | Titolo   | Nome                | Dal             | Al            | Condomino e consorte                                                                             |
| 1  | Conte    | Gentile Brancaleoni | 1213            | 1235          | sua moglie fu Isabella d'Acquaviva                                                               |
| 2  | Conte    | Montefeltrano       | 1235            | 1294          | governò con il fratello Filippo, trisnipoti del capostipite Brancaleone; sua moglie fu Francesca |
| 3  | Conte    | Pazzo               | 1318            | 1327          | con il fratello Federico I (1319-56), del secondo ramo; sp. Madina di Mizia                      |
| 4  | Conte    | Monaldo             | 1327            | 1374          | con Gerio (1356-65); sp. Isolta                                                                  |
| 5  | Conte    | Antonio I           | 1374            | 1437          | con Giovanni (+1479); sp. Anfiligia Gabrielli, Giovanna Ubaldini, Elisabetta Mastini             |
| 6  | Conte    | Guido               | 1437            | 1484          | con Giovanni e Manfredo (1479-99); sp. Anfelice Novello della Rocca                              |
| 7  | Conte    | Roberto             | 1484            | 1538          | con Federico II (1499-1545); sp. Benvenuta Bandini                                               |
| 8  | Conte    | Monaldo II          | 1538            | 1556          | con Tomasso I (1545-52); sp. Pantasilea Bourbon di Sorbello                                      |
| 9  | Conte    | Antonio II          | 1556            | 1598          | con Brancaleone (1552-1600); sp. Laura Cappello                                                  |
| 10 | Conte    | Torquato            | 1598            | 1600          | con Brancaleone; sp. Lavinia                                                                     |
| 11 | Conte    | Giordano            | 1600            | 1625          | con Tomasso II (1600-1616), ultimo del secondo ramo; sp. Lucrezia Brancaleoni                    |
| 12 | Conte    | Antonio III         | 1625            | 1657          | celibe                                                                                           |
| 13 | Conte    | Giambattista        | 1657            | 1658          | sp. Giulia Zambelli                                                                              |
| 14 | Conte    | Francesco Giuseppe  | 1658            | 1715          | sp. Virginia de' Luzi                                                                            |
| 15 | Conte    | Pietro Maria        | 1715            | 1729          | sp. Flaminia Lucrezia Valentini                                                                  |
| 16 | Contessa | Anna Giulia         | 9 luglio 1732   | 1763          | sp. Ulderico Bonaventura                                                                         |
| 17 | Conte    | Ulderico            | 1763            | 1773          | Matterozzi Brancaleoni Bonaventura; celibe, poi sacerdote                                        |
| 18 | Conte    | Antonio Francesco   | 1773            | 1808          | sp. Cristina Leopardi                                                                            |
| 19 | Conte    | Vito                | 20 marzo 1808   | 7 aprile 1808 | senza prole, ultimo effettivo conte                                                              |
| 20 | Conte    | Alessandro          | 1812            |               | disperso in Russia                                                                               |
| 21 | Conte    | Apollinare          | 4 novembre 1814 | 6 luglio 1816 | reggente (1812-1814)                                                                             |